# Barnby Moor
Barnby Moor is een civil parish in het bestuurlijke gebied Bassetlaw, in het Engelse graafschap Nottinghamshire met 278 inwoners.